# Juárezkartel

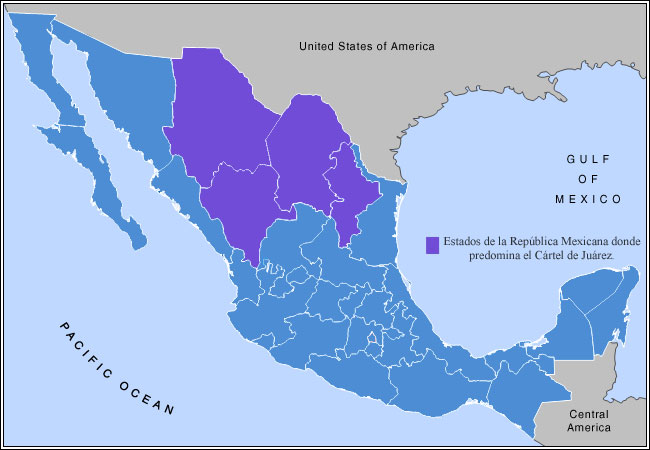
Oorspronkelijke kartelgebied

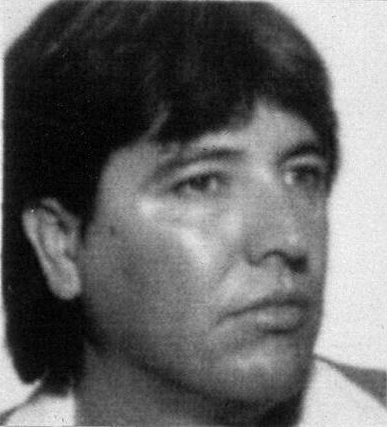
Amado Carrillo Fuentes

Het Juárezkartel (Spaans: Cártel de Juárez) of de Gouden Triangelalliantie (Spaans: Alianza Triángulo de Oro) is een drugskartel uit de Mexicaanse stad Ciudad Juárez. 
In de jaren 90 was het Juárezkartel een van de machtigste drugskartels van Mexico en zelfs van het Amerikaanse continent en was het de aartsvijand van het Tijuanakartel, maar de afgelopen jaren hebben beide kartels aan macht moeten inboeten ten gunste van het Sinaloakartel en het Golfkartel. Leider van het Juárezkartel is Vicente Carrillo Fuentes, die zijn broer Amado Carrillo Fuentes, de oprichter van het kartel, opvolgde toen deze in 1997 overleed terwijl hij plastische chirurgie onderging. Een van de beruchtste daden van het Juárezkartel was het onderhouden van het zogenaamde 'Huis des Doods', een huis in Ciudad Juárez waar gevangengenomen vijanden werden gemarteld en gedood. In 2004 werd dit huis ontdekt en werd er tevens een massagraf opgegraven. Politieke controverse ontstond toen bleek dat een Amerikaanse undercoveragent al een tijdlang op de hoogte was van het bestaan van het huis zonder actie te ondernemen en zelfs mee zou hebben gewerkt aan moorden.
De laatste jaren lijkt het Juárezkartel verder aan macht te moeten inboeten. In 2008 werd vermoedelijk de alliantie met het Sinaloakartel doorbroken.
La Familia Michoacana · Golfkartel · Jaliscokartel-Nieuwe Generatie · Juárezkartel · La Línea · Los Negros · Sinaloakartel · Caballeros Templarios · Tijuanakartel · Los Zetas · Zuid-Pacifisch Kartel · Guadalajarakartel